# Mesembryanthemum inachabense
Mesembryanthemum inachabense är en isörtsväxtart som beskrevs av Adolf Engler. Mesembryanthemum inachabense ingår i Isörtssläktet som ingår i familjen isörtsväxter. Inga underarter finns listade i Catalogue of Life.